# José Padilha
José Bastos Padilha Neto (Río de Janeiro; 1 de agosto de 1967) es un director de cine, documentalista y productor cinematográfico brasileño. Es conocido por ser el director de la película Tropa de élite y la serie Narcos.

## Trayectoria
Su primer largometraje como director, Ônibus 174 (2002), reconstruye un violento episodio de Río de Janeiro; el secuestro de un autobús que terminó en tragedia.
Fue productor del film Tanga - Deu no New York Times (1987), dirigido por Henfil, y trabajó para hacer viable económicamente Boca de ouro (1990), de Walter Avancini.
Escribió y produjo el documental Os carvoeiros (1999), dirigido por Nigel Noble. Dirigió y produjo también el documental para televisión Os pantaneiros. Produjo Estamira, documental dirigido por Marcos Prado sobre una mujer esquizofrénica que trabaja y vive, hace más de dos décadas, en un vertedero de Río de Janeiro.
En 2005 inició la preparación de Fome, documental sobre la trayectoria de una familia minera que muestra de qué forma los individuos lidian con el hambre del día a día.
En 2007 lanzó Tropa de élite, su primera película de ficción. El film, que fue pirateado casi dos meses antes del estreno, tuvo una gran repercusión y se estima que 11 millones de personas han visto el DVD pirata. En los cines, la película logró el mayor número de espectadores en el ranking nacional brasileño de 2007. El 15 de febrero de 2008 ganó el Oso de oro, en Berlín, por esta misma película.
En 2010 estrenó en el festival de Sundance Secretos de la tribu, un documental sobre abusos cometidos a los Yanomamis por antropólogos en la década de los 60 y 70 siendo nominada para el gran premio del jurado. Ese mismo año rodó también Tropa de élite 2 (2010) y más tarde, ya en 2014, su primera superproducción estadounidense: el nuevo remake de RoboCop.
En 2015, volvería al éxito tras dirigir la serie de la plataforma Netflix Narcos, la cual narra la lucha de la DEA contra el narcotráfico colombiano, y en especial contra Pablo Escobar.

## Filmografía
| Año  | Título                | Idioma(s)                         | Premios    |
| ---- | --------------------- | --------------------------------- | ---------- |
| 2002 | Ônibus 174            | Portugués                         |            |
| 2007 | Tropa de élite        | Portugués                         | Oso de oro |
| 2009 | Garapa                | Portugués                         |            |
| 2010 | Tropa de élite 2      | Portugués                         |            |
| 2010 | Secretos de la tribu  | Yanomaman/español italiano/inglés |            |
| 2014 | RoboCop               | Inglés                            |            |
| 2014 | Rio, I Love You       | Inglés                            |            |
| 2018 | Entebbe               | Inglés                            |            |
| 2024 | American Cancer Story | Inglés                            |            |

### Televisión
| Año  | Título         | Idioma         | Notas                                       | Plataforma |
| ---- | -------------- | -------------- | ------------------------------------------- | ---------- |
| 2015 | Narcos         | Inglés/español | Director (2 episodios), productor ejecutivo | Netflix    |
| 2018 | O Mecanismo    | Portugués      | Director (8 episodios), productor ejecutivo | Netflix    |
| 2018 | Narcos: Mexico | Inglés/español | Productor ejecutivo                         | Netflix    |